# دومينيك بايلي
دومينيك بايلي (بالفرنسية: Dominique Bailly)‏ هو سياسي فرنسي، ولد في 2 يناير 1960 في لنس في فرنسا. حزبياً، نشط في الحزب الاشتراكي. وقد انتخب عضو مجلس الشيوخ الفرنسي وانتخب عضو مجلس جهوي وانتخب رئيس بلدية ‏ Orchies ‏ (30 أكتوبر 2005 – ).